# Luiz Leduc
Luiz Leduc (16 de agosto de 1876 — 25 de junho de 1966) , nascido Louis Marie Auguste Leduc , foi fotógrafo da Comissão Rondon . Autor do Hino a Santa Cruz de Goiás. Delegado da polícia de Cuiabá entre 1917 e 1927. Autor de pintura a óleo sobre tela presente no acervo público da Secretaria Estadual de Cultura de Mato Grosso, no Município de Cuiabá, e que retrata o Marechal Rondon .

## Homenagens
Os seguintes logradouros foram batizados em homenagem a Luiz:
- Em Cuiabá - MT : travessa Professor Luiz Leduc, CEP 78.008-485
- Em Curitiba - PR : rua Luiz Leduc, CEP 82.100-010